# Fondazione bancaria
Una fondazione bancaria è una persona giuridica non profit, privata e autonoma, che persegue esclusivamente scopi di utilità sociale e di promozione dello sviluppo economico, appartenente all'ordinamento civile (art. 117, c. 2, lettera l, Cost.). Le fondazioni bancarie sono state introdotte per la prima volta nell'ordinamento italiano, sia pure con la dizione di "Enti conferenti" ed un profilo all'inizio accentuatamente pubblicistico, con la legge n. 218 del 1990, la cosiddetta "legge-delega Amato-Carli" e hanno poi ricevuto la loro attuale configurazione con i successivi legge n. 461 del 1998 e decreto legislativo n. 153 del 1999.

## Origine storica
Le fondazioni bancarie hanno origine dalle antiche casse di risparmio, associazioni private nate nell'Europa centrale ed affermatesi in Italia agli inizi del XIX secolo, quando si manifestò il bisogno di sostenere lo sviluppo produttivo dei ceti medio-piccoli dopo le disastrose guerre napoleoniche e di raccogliere i flussi di liquidità derivanti dalla nascente rivoluzione industriale.
L'attività delle casse di risparmio (nate su iniziativa prevalentemente privata) era diversa dall'attività bancaria vera e propria:
- le casse raccoglievano capitali con una sottoscrizione iniziale e poi con successivi depositi, mentre le banche nascono su iniziativa di gruppi ristretti ed hanno fini commerciali e speculativi;
- le casse svolgevano attività di assistenza e beneficenza, mediante elargizione di beni indirizzati gratuitamente verso i ceti più umili, mentre le banche raccoglievano e remuneravano il piccolo risparmio.

### Laprivatizzazionedelle Casse di risparmio
A partire dagli anni ottanta del '900, la Comunità europea ha innescato un processo di forte liberalizzazione e privatizzazione dell'economia, contraria ad ogni forma di «aiuti di Stato» e volta a privilegiare il regime di piena concorrenza tra le imprese.
L'impianto legislativo che ne è derivato è composto da:
- legge-delega Amato-Carli n. 218 del 1990;
- decreto legislativo di attuazione n. 356 del 1990;
- legge-delega Ciampi n. 461 del 1998;
- decreto legislativo di attuazione n. 153 del 1999;
- legge n. 448 del 2001 (cosiddetta legge Tremonti)
- legge n. 112 del 2002 (norma di interpretazione autentica)

L'impianto legislativo va letto alla luce del novellato art. 118 della Costituzione, che ha introdotto il principio di sussidiarietà orizzontale come criterio informatore dei rapporti tra pubblico e privato anche nella realizzazione delle finalità di carattere collettivo.

## La nascita delle fondazioni bancarie
All'inizio degli anni novanta emerse dunque la necessità di trasformare l'intero sistema bancario italiano per aggiornarlo rispetto alla cosiddetta «unità economica europea» che si andava delineando. L'Italia doveva affrontare l'apertura dei propri mercati ai partner europei. All'epoca, più della metà degli enti creditizi era di diritto pubblico.
Il governatore della Banca d'Italia Carlo Azeglio Ciampi trovò la soluzione per rendere le banche italiane più appetibili per gli investitori stranieri: separare in due diverse entità le funzioni di diritto pubblico dalle funzioni imprenditoriali, cioè scorporare le fondazioni dalle banche ex pubbliche (S.p.A.): la legge-delega Amato-Carli n. 218 del 1990 dispose che gli enti bancari diventassero società per azioni, sotto il controllo di fondazioni, le quali successivamente avrebbero dovuto collocare le proprie azioni sul mercato.
 La legge-delega del 1990 configura le fondazioni bancarie come holding pubbliche che gestiscono il pacchetto di controllo della banca partecipata ma non possono esercitare attività bancaria; i dividendi sono intesi come reddito strumentale ad un'attività istituzionale (quella indicata nello statuto), che deve perseguire «fini di interesse pubblico e di utilità sociale».
Nella prima fase (1990 - 1997) prevalse un'ambiguità di fondo: attività bancaria e finalità istituzionali erano ancora piuttosto confuse, anche perché le fondazioni bancarie, da un lato, dovevano controllare la banca, dall'altro, dovevano perseguire scopi non di lucro.
 L'unico elemento chiaro di attività "sociale" delle fondazioni bancarie si ritrova nel dettato della legge 266/1991, istitutiva delle organizzazioni di volontariato: l'art. 15 dispone che un quindicesimo dei proventi di questi enti venga devoluto ai fondi regionali per il volontariato. L'evoluzione normativa degli anni seguenti mirò proprio ad eliminare questa confusione: un sistema misto di incentivi e vincoli mette in moto il mercato, nonostante la regolamentazione delle attività istituzionali sia ancora carente.

## La riforma Ciampi-Amato
La legge-delega n. 461 del 1998 e il decreto legislativo n. 153 del 1999 affermano l'idea per cui le fondazioni devono operare nel mondo non-profit, pur potendo conservare una certa vocazione economica, ma sempre nell'ambito degli scopi non lucrativi. Il decreto, nel testo vigente, individua i settori ammessi (famiglia e valori connessi; crescita e formazione giovanile; educazione, istruzione e formazione, incluso l'acquisto di prodotti editoriali per la scuola; volontariato, filantropia e beneficenza; religione e sviluppo spirituale; assistenza agli anziani; diritti civili; prevenzione della criminalità e sicurezza pubblica; sicurezza alimentare e agricoltura di qualità; sviluppo locale ed edilizia popolare locale; protezione dei consumatori; protezione civile; salute pubblica, medicina preventiva e riabilitativa; attività sportiva; prevenzione e recupero delle tossicodipendenze; patologie e disturbi psichici e mentali; ricerca scientifica e tecnologica; protezione e qualità ambientale; arte, attività e beni culturali) nell'ambito dei quali le fondazioni scelgono, ogni tre anni, non più di cinque settori rilevanti. Le fondazioni bancarie possono così assumere la struttura di "fondazioni grant-making" (cioè erogare denaro ad organizzazioni non-profit che operano nei sei settori individuati) oppure possono scegliere quella di "fondazioni operative", svolgendo direttamente attività d'impresa nei suddetti settori, attività strumentale al raggiungimento dello scopo di utilità sociale.
Tale assetto legislativo necessitava di alcuni aggiustamenti, poiché vi era una dispersione di impiego dei proventi patrimoniali da parte delle fondazioni, che erogavano "a pioggia" importi modesti e solo in alcune aree del Paese.
La legge del 1998 introduce perciò la «programmazione triennale» dell'attività delle fondazioni e indebolisce il legame fondazioni-banche, affidando la partecipazione a «società di gestione del risparmio» (scelte con gare pubbliche), ma, soprattutto, ribadisce l'appartenenza della materia al diritto privato e non al diritto pubblico.
Il decreto legislativo n. 153 del 1999 attribuisce alle fondazioni la natura giuridica di enti privati senza fini di lucro e la piena autonomia statutaria e di gestione: di conseguenza, a partire dal 1999 le fondazioni hanno dovuto adottare nuovi statuti sottoposti all'approvazione dall'Autorità di Vigilanza (Ministero del tesoro, dal 2001 Ministero dell'economia e delle finanze), e hanno assunto la piena autonomia statutaria e di gestione.
Lo stesso Giuliano Amato, il creatore delle fondazioni bancarie, le definì «mostro giuridico» al momento di illustrare la legge approvata. La Corte Costituzionale dovette esercitarsi in difficili equilibrismi per giustificare l'esistenza nell'ordinamento delle fondazioni bancarie.

## La riforma operata dalle leggi finanziarie 2002 e 2004
A partire dal 2001, la disciplina delle fondazioni registra ulteriori modifiche, non essendo ancora chiaro che cosa deve fare la fondazione una volta dismesso il controllo della banca conferitaria.
L'articolo 11 della cosiddetta legge Tremonti n. 448 del 2001 (legge finanziaria 2002) ha apportato alcune modifiche alla disciplina delle fondazioni così come impostata dalla precedente legge del 1998, ribadendo in primo luogo il regime giuridico privatistico di questi enti.

## Trattamento tributario delle fondazioni bancarie
Nell'attuale configurazione dettata dalle ultime riforme legislative, le fondazioni bancarie sono enti tipici del cosiddetto terzo settore, cioè enti non lucrativi con connotazione non imprenditoriale. Questo aspetto comporta alcuni problemi in sede fiscale, in quanto si ripropongono per le fondazioni le stesse difficoltà che riguardano gli enti non profit che però gestiscono un capitale e quindi producono proventi in astratto tassabili.
Le fondazioni infatti hanno obiettivi di carattere sociale o umanitario o culturale, e la loro attività è resa possibile dal possesso di un capitale che genera delle rendite.
In più, quasi il 90% delle risorse economiche delle fondazioni deve essere, per la legge Tremonti, destinato ad iniziative di carattere locale, cioè nell'ambito della Regione di appartenenza.

## Critiche
Le fondazioni bancarie sono accusate di essere in mano a lobby di ex politici e faccendieri. Sono anche criticate come a rischio di clientelismi e scambi di influenze.
Un esempio è il servizio di Report del 14 ottobre 2012 sulla Cassa depositi e prestiti, dove si denuncia una grave ingerenza della politica nei consigli di amministrazione (CdA) delle fondazioni. Un altro esempio è il lavoro pubblicato su Lavoce.info da un pool di economisti, che hanno analizzato i CdA delle fondazioni con l'intento di scoprirne le commistioni con la politica.

## Riferimenti normativi
- DECRETO LEGISLATIVO 17 maggio 1999, n. 153 - Normattiva, su www.normattiva.it. URL consultato il 26 giugno 2023. - Disciplina civilistica e fiscale degli enti conferenti di cui all'articolo 11, comma 1, del decreto legislativo 20 novembre 1990, n. 356, e disciplina fiscale delle operazioni di ristrutturazione bancaria, a norma dell'articolo 1 della legge 23 dicembre 1998, n. 461.
- Art. 153 ed Art. 172, Decreto legislativo 12 aprile 2006, n.163 (Codice dei contratti pubblici relativi a lavori, servizi e forniture)
- Art. 7 Legge 28 dicembre 2005, n. 262
- Art. 1, comma 1, Decreto legislativo 17 agosto 2005, n. 189
- Decreto-legge 12 luglio 2004, n. 168 coordinato con la legge di conversione
- Art. 2 Legge 24 dicembre 2003, n. 350 (Legge finanziaria 2004)
- Decreto-legge 30 settembre 2003, n. 269 coordinato con la legge di conversione
- Decreto-legge 24 giugno 2003, n. 143 coordinato con la legge di conversione
- Art. 80, comma 20, Legge 27 dicembre 2002, n. 289 (Legge finanziaria 2003)
- Decreto-legge 15 aprile 2002, n. 63 coordinato con la legge di conversione
- Art. 11 Legge 28 dicembre 2001, n. 448 (Legge finanziaria 2002)
- Testo iniziale del decreto legislativo 17 maggio 1999, n. 153 (decreto attuativo legge "Ciampi")
- Legge 23 dicembre 1998, n. 461 (legge "Ciampi")
- Decreto-legge 31 maggio 1994, n. 332 coordinato con la legge di conversione
- Legge 11 agosto 1991, n. 266 (legge-quadro sul volontariato)
- Decreto legislativo 20 novembre 1990, n. 356 - Disposizioni per la ristrutturazione e per la disciplina del gruppo creditizio (decreto attuativo legge "Amato").
- Legge 30 luglio 1990, n. 218 (legge "Amato")